# گروه مالی هونگ لئونگ
گروه مالی هونگ لئونگ (انگلیسی: Hong Leong Financial Group) شرکت خدمات مالی مالزیایی است، که در سال ۱۹۶۸ تأسیس شد.